# Campeonato Europeu de Hóquei em Patins Masculino de 1992
O Campeonato Europeu de 1992 foi a 40.ª edição do Campeonato Europeu de Hóquei em Patins.

## Participantes
| País       | Participação | Melhor Resultado                                                                                          |
| Itália     | 38.ª         | Campeão (1953 e 1990)                                                                                     |
| Espanha    | 28.ª         | Campeão (1951, 1954, 1955, 1957, 1969, 1979, 1981, 1983 e 1985)                                           |
| Portugal   | 35.ª         | Campeão (1947, 1948, 1949, 1950, 1952, 1956, 1959, 1961, 1963, 1965, 1967, 1971, 1973, 1975, 1977 e 1987) |
| Holanda    | 26.ª         | 3.º Lugar (1963, 1967, 1969 e 1981)                                                                       |
| Suíça      | 40.ª         | 2.º Lugar (1937)                                                                                          |
| França     | 39.ª         | 2.º Lugar (1926, 1927, 1928, 1930 e 1931)                                                                 |
| Alemanha   | 36.ª         | 2.º Lugar (1932 e 1934)                                                                                   |
| Inglaterra | 40.ª         | Campeão (1926, 1927, 1928, 1929, 1930, 1931, 1932, 1934, 1936, 1937, 1938 e 1939)                         |
| Andorra    | 1.ª          | - |
| Bélgica    | 36.ª         | 2.º Lugar (1947)                                                                                          |
| ---------- | ------------ | --- |

## Resultados
|            | Portugal | Itália | Espanha | Alemanha | França | Suíça | Países Baixos | Andorra | Bélgica | Inglaterra |
| ---------- | -------- | ------ | ------- | -------- | ------ | ----- | ------------- | ------- | ------- | ---------- |
| Portugal   |          | 2-2    | 4-2     | 8-3      | 6-4    | 5-3   | 8-0           | 8-4     | 22-2    | 11-1       |
| Itália     |          |        | 1-1     | 10-1     | 3-2    | 6-2   | 13-0          | 19-0    | 14-3    | 6-3        |
| Espanha    |          |        |         | 10-1     | 2-0    | 5-1   | 3-4           | 13-1    | 16-1    | 18-2       |
| Alemanha   |          |        |         |          | 3-3    | 4-4   | 5-2           | 5-4     | 10-1    | 11-3       |
| França     |          |        |         |          |        | 1-1   | 2-2           | 6-3     | 4-2     | 3-2        |
| Suíça      |          |        |         |          |        |       | 3-4           | 11-2    | 8-1     | 8-2        |
| Holanda    |          |        |         |          |        |       |               | 6-6     | 4-3     | 4-1        |
| Andorra    |          |        |         |          |        |       |               |         | 9-8     | 4-3        |
| Bélgica    |          |        |         |          |        |       |               |         |         | 3-2        |
| Inglaterra |          |        |         |          |        |       |               |         |         |            |

## Classificação final
| Lugar | Seleção    | J | V | E | D | P  | GM | GS | Dif. |
| ----- | ---------- | - | - | - | - | -- | -- | -- | ---- |
|       | Portugal   | 9 | 8 | 1 | 0 | 17 | 74 | 21 | +53  |
|       | Itália     | 9 | 7 | 2 | 0 | 16 | 74 | 14 | +60  |
|       | Espanha    | 9 | 7 | 1 | 1 | 15 | 81 | 14 | +67  |
| 4     | Alemanha   | 9 | 4 | 2 | 3 | 10 | 43 | 45 | -2   |
| 5     | França     | 9 | 3 | 3 | 3 | 9  | 25 | 24 | +1   |
| 6     | Suíça      | 9 | 3 | 2 | 4 | 8  | 41 | 30 | +11  |
| 7     | Holanda    | 9 | 3 | 2 | 4 | 8  | 25 | 55 | -30  |
| 8     | Andorra    | 9 | 2 | 1 | 6 | 5  | 33 | 79 | -46  |
| 9     | Bélgica    | 9 | 1 | 0 | 8 | 2  | 24 | 89 | -65  |
| 10    | Inglaterra | 9 | 0 | 0 | 9 | 0  | 19 | 68 | -49  |

| Campeões Europeus 1992 |
| ---------------------- |
| Portugal               |
| PORTUGAL 17.º Título   |